# Tempo (Lizzo-dal)
A Tempo című dal az amerikai énekes, rapper Lizzo harmadik Cuz I Love You című stúdióalbumának második kimásolt kislemeze, mely 2019. július 26-án jelent meg. A kislemez először promóciós kislemezként látott napvilágot 2019. március 20-án. A dalban Missy Elliott rapper is közreműködik.
A dalt Antonio Cuna (más néven Sweater Beats) és Tobias Wincorn írta, Theron Thomas, Dan Farber és Eric Frederic (más néven Ricky Reed) közreműködésével. A dal egy hangmintát tartalmaz Raymond Scott "Nescafé2 című dalából. Lizzo és Reed a dalt Farberrer, Wincornnal, Sweater Beats-szel, és Nate Mercereau-val együtt készítette el. Zeneileg a dal egy R&B és trap dal, melyet erős basszus, és fafúvós ihletésű ütem jellemez. A dal a test pozitívitásáról szól, mint ahogy egy zenekritikus jellemezte, úgy mint "Óda a gömbölyű nőkhöz".
A "Tempo" pozitív kritikákat kapott a kritikusoktól, akik dicsérték a művészek teljesítményét, és klub-dalnak minősítették. A dal kereskedelmi szempontból több listára is felkerült Belgiumban, és az Egyesült Államokban is. A dalhoz tartozó videoklipet Andy Hines rendezte, és 2019. július 26-án jelent meg, ugyanazon a napon, amikor a kislemez hivatalosan is megjelent.

## Összetétel
A "Tempo" egy nosztalgiával teli  R&B, Trap, és Funk-Pop-dal, melynek hossza 2:55 másodperc. A dal egy erőteljes gitárriffel kezdődik, mielőtt megszólalna a dal refrénje: "Slow songs, they for skinny hoes. Can't move all of this here to one of those". A dal egy nehéz basszus, és fafúvós ihletésű ütemet tartalmaz, mielőtt egy fuvolaszólóval zárul. Elliott dalszövegét azután adták hozzá a dalhoz, hogy Lizzo meghallotta a dal befejezett instrumentális részét. Az NPR úgy jellemezte a dalt, mint "tüzes-twek" himnusza. A dal "Óda a gömbölyű nőkhöz" amely magabiztos, és "jól érzi magát" szövegeket tartalmaz. majd ezt követi Elliot "kurvákat ünneplő" verzéje a dalban.

## Kritikák
A "Tempo" pozitív kritikákat kapott a zenekritikusoktól. Will Lavin (NME) "heves"-nek és egy "up-tempo" ritmusú dalnak nevezte a számot. Brendan Wetmore a Paper magazintól, úgy méltatta a dalt, mint egy "olyan számot, amelyet nem tudtok", és még táncolni is kell rá. Továbbá klubdalnak nevezte azt. Joshue Bote (NPR) pozitívan reagált a dalra, és egy olyan számnak nevezte, amely szabadon áramlik a maga magabiztosságával. Mike Wass az Indolatortól a dalt egy "megbánó dörömbölésnek" nevezte. Ben Kaye (Consequence of Sound] dicsérte a dalt, és Elliot rapbetétjét, melyröl azt írta: "A 90-es évek "pofonos" ritmusa tökéletes Elliott számára.

## Jelölések
| Év   | Esemény                | Kategória         | Eredmény | Ref.   |
| ---- | ---------------------- | ----------------- | -------- | ------ |
| 2019 | BET Hip Hop Awards     | Impact Track      | Jelölve  | [ 12 ] |
| 2019 | MTV Video Music Awards | Best Power Anthem | Jelölve  | [ 13 ] |

## Számlista
| Tempo | Tempo                           | Tempo | Tempo | Tempo | Tempo | Tempo | Tempo | Tempo | Tempo |
| #     | Cím                             | Hossz |       |       |       |       |       |       |       |
| ----- | ------------------------------- | ----- | ----- | ----- | ----- | ----- | ----- | ----- | ----- |
| 1.    | Tempo (featuring Missy Elliott) | 2:55  |       |       |       |       |       |       |       |
| 2.    | Juice                           | 3:15  |       |       |       |       |       |       |       |
| 3.    | Cuz I Love You                  | 2:59  |       |       |       |       |       |       |       |
| 9:09  |                                 |       |       |       |       |       |       |       |       |

## Videoklip
Lizzo a dal klipjét 2019. július 25-én jelentette be. Az Andy Hines által rendezett videó július 26-án jelent meg. A klipben Lizzo kék kabátban, és piros cowboy kalapban bulizik egy étterem parkolójában több táncossal, és egy autóval a háttérben. Missy Elliott tréningruhában kiugrik az autóból, hogy előadja a rapbetétjét. David Renshaw (The Fader) "örömtelinek" nevezte a videót.

## Slágerlista
| Slágerlista (2019)                            | Legjobb helyezés |
| --------------------------------------------- | ---------------- |
| Belgium (Ultratip Wallonia)                   | 38               |
| Belgium Urban (Ultratop Flanders)             | 29               |
| Belgium Urban (Ultratop Wallonia)             | 30               |
| US Bubbling Under Hot 100 Singles (Billboard) | 8                |
| US Dance Club Songs (Billboard)               | 53               |
| US Digital Songs (Billboard)                  | 21               |
| US Hot R&B/Hip-Hop Songs (Billboard)          | 48               |

### Év végi összesítés
| Slágerlista (2019)                            | Helyezés |
| --------------------------------------------- | -------- |
| US R&B/Hip-Hop Digital Song Sales (Billboard) | 44       |

## Díjak és eladások
| Régió                                                            | Minősítés | Eladott példányszám |
| ---------------------------------------------------------------- | --------- | ------------------- |
| Kanada (Music Canada)                                            | arany     | 40 000‡             |
| Egyesült Államok (RIAA)                                          | platina   | 1 000 000‡          |
| ‡ Eladási+streaming példányszámok kizárólag a minősítés alapján. |           |                     |

## Megjelenések
| Régió     | Dátum                                  | Formátum                     | Label              | Ref. |
| --------- | -------------------------------------- | ---------------------------- | ------------------ | ---- |
| Különböző | 2019. március 20. (promóciós kislemez) | Digitális letöltés streaming | Atlantic Nice Life |      |
| Különböző | 2019. július 26.                       | Digitális letöltés streaming | Atlantic Nice Life |      |